# Antołksna
Antołksna (lit. Antalksnė) – wieś na Litwie, w okręgu wileńskim, w rejonie ignalińskim, w gminie Łyngmiany.

## Historia
W czasach zaborów wieś w gminie Łyngmiany, w powiecie święciańskim, w guberni wileńskiej Imperium Rosyjskiego. W 1905 roku liczyła 233 mieszkańców, 445 dziesięcin.
W dwudziestoleciu międzywojennym wieś i kolonia leżały w Polsce, w województwie wileńskim, w powiecie święciańskim, w gminie Kołtyniany.
W 1931 w 39 domach zamieszkiwało 245 osób.
Od 1945 roku w Litewskiej Socjalistycznej Republice Radzieckiej.
Od 1990 na niepodległej Litwie.